# 흥안대로
흥안대로(Heungan-daero)는 경기도 군포시 금정동 금정고가차도와 안양시 동안구 관양동 인덕원사거리를 잇는 경기도의 도로이다. 전 구간 국도 제47호선에 속한다.

## 연혁
- 2009년 7월 10일 : 2개 이상 시·도에 걸쳐 있는 도로로 흥안대로를 고시[1]

## 주요 경유지
경기도
- 군포시 금정동 - 안양시 동안구 (호계동  · 갈산동) - 의왕시 (오전동  · 내손동) - 안양시 동안구 (평촌동  · 관양동)

## 노선
전 구간 국도 제47호선에 속하므로 이에 대한 별도 표기는 생략한다.
| 이름                      | 접속 노선                                       | 소재지                        | 소재지                  | 비고               |
| 군포로와 직결             | 군포로와 직결                                   | 군포로와 직결                 | 군포로와 직결           | 군포로와 직결      |
| ------------------------- | ----------------------------------------------- | ----------------------------- | ----------------------- | ------------------ |
| 금정고가차도              | 군포로 번영로                                   | 군포시                        | 금정동                  |                    |
| 군포교                    |                                                 | 군포시                        | 금정동                  |                    |
| 안양시                    | 동안구                                          |                               |                         |                    |
| 안양시                    | 동안구                                          | 유통단지사거리 (호계고가차도) | 엘에스로                |                    |
| 안양시                    | 동안구                                          | 호계사거리                    | 국도 제1호선 (경수대로) |                    |
| 안양시                    | 동안구                                          | 덕고개사거리                  | 평촌대로 모락로         |                    |
| 계원대사거리              | 관평로 계원대학로                               | 서:안양시 동:의왕시           | 서:동안구 동:내손동     | 평촌 나들목과 연계 |
| 안양농수산물도매시장      | 신기대로 내손로                                 | 서:안양시 동:의왕시           | 서:동안구 동:내손동     |                    |
| 민백사거리 (평촌지하차도) | 귀인로 포일로                                   | 안양시                        | 동안구                  |                    |
| 벌말오거리                | 시민대로 학의로                                 | 안양시                        | 동안구                  |                    |
| 인덕원교                  | 관양로                                          | 안양시                        | 동안구                  |                    |
| 인덕원사거리 (인덕원역)   | 국가지원지방도 제57호선 (관악대로) (안양판교로) | 안양시                        | 동안구                  |                    |
| 과천대로와 직결           |                                                 |                               |                         |                    |

## 주요 건물 및 시설
- 동양고속 정비공장 (경기도 안양시 동안구 흥안대로 67)
- 호계119안전센터 (경기도 안양시 동안구 흥안대로 163)
- 안양농수산물도매시장 (경기도 안양시 동안구 흥안대로 313)
- 평촌청소년문화의집 (경기도 안양시 동안구 흥안대로 394)
- 오뚜기 안양공장 (경기도 안양시 동안구 흥안대로 405)
- 안양벤처밸리, 두산벤처다임 (경기도 안양시 동안구 흥안대로 415)
- KT 동안양지사 (경기도 안양시 동안구 흥안대로 445)
- 아이퍼스트 (경기도 안양시 동안구 흥안대로 519)
- 인덕원역 (경기도 안양시 동안구 흥안대로 지하529)